# IBM Workplace
IBM Workplace（IBMワークプレイス）は、IBMが開発・販売しているコラボレーション用のソフトウェア（グループウェア）のブランド名である。現在はロータスまたはWebSphereブランドに変更された。

## 概要
詳細は IBM Workplace （英語）も参照
IBM Workplaceは、IBMソフトウェア事業部のロータスブランドのチームによる、コラボレーション用ソフトウェアのブランドである。IBM Workplaceは、WebSphere Portal serverで稼働する、Java EEベースの新世代コラボレーションソフトウェアとなることを目的とした。
IBM Workplaceの製品は2003年より発表された。しかし2007年頃にはその中心的な技術と製品の大半はLotusまたはWebSphereのブランド名に引き継がれ、IBM Workplaceのブランド名は消えつつある。

## 歴史
2002年 年次のLotusphereでIBMのロータスチームが、Java EEベースの次世代イニシアチブを発表した。
2003年にはWorkplaceブランドが発表された。最初の製品はWorkplace Messagingと軽量の電子メールのソリューションで、その後インスタントメッセージや文書管理のアプリケーションが発表された。2004年にはWorkplace 2.0が出荷された。
Workplaceの目的は既存のLotus Notes/Dominoと重複していたため、Notes/DominoのユーザーはNotes/Dominoが継続されないか、あるいはWorkplaceへの移行を強いられないかと心配した。実際に2005年にIBMは、WorkplaceとNotes/Dominoが統合されると発表し、Notes/Dominoを「Workplaceファミリー」に含め始めた。
しかし2007年には、Workplaceブランドの大半の製品は継続されないか、LotusまたはWebSphereブランドに変更された。ロータスソフトウェアのgeneral managerのMike Rhodinは「Workplaceはロータスチームに革新的な技術を持ち込み、その技術は完成したので、元のブランドに戻る」と発言した。またNotes/Dominoが今後も継続され、NotesクライアントはEclipseベースとなる事も発表された。

## 基礎技術
IBM Workplace Client Technologyは、Eclipse Rich Client Platform (RCP) 3.0の上に作られた、Javaで書かれたアプリケーションプラットフォームであり、リッチクライアントを管理するツールを提供する。Workplace Client Technologyは進化してIBM Lotus Expeditorとなった。

## 製品
主要な製品には以下がある。

### IBM Workplace Collaboration Services
IBM Workplace Collaboration Services (WCS) は単体の製品であり、電子メール、カレンダー、スケジュール、備忘録、インスタントメッセージ、e-ラーニング、チームスペース、Web会議、文書およびコンテンツ管理などの、コミュニケーションおよびコラボレーションのセットを提供する。
WCS は現在は、LotusブランドのNotes/Domino、Sametime、Quickr、Connectionsなどの各製品に引き継がれている。

### IBM Workplace Managed Client
IBM Workplace Managed Client (WMC) は、IBM Workplace Collaboration Servicesのための、サーバ管理のリッチクライアントであり、オフライン環境での電子メール、カレンダー、スケジュール、文書管理を提供する。またワードプロセッサー、表計算、プレゼンテーションなどの文書を作成・編集・共有できる生産性ツールが含まれている。このツールはStarOffice、OpenDocument (ODF)、Microsoft Officeのフォーマットをサポートする。
WMC は現在は、ロータスブランドのNotes/Dominoに引き継がれている。

### IBM Workplace Forms
IBM Workplace Forms は、エンドユーザー向けのXMLベースの電子フォームを開発・運用するための製品のセットである。
IBM Workplace Forms は、現在はIBM Lotus Formsと呼ばれている。

## 備考
同じIBMの以下製品と同じネーミングだが、製品的には別物である。
- Workplace Shell（OS/2で採用されたオブジェクト指向のGUI環境）
- IBM Workplace OS（1990年代に計画されたマイクロカーネルベースのオペレーティングシステム）